# 艾哈邁德·姆沙
艾哈邁德·穆萨（英語：Ahmed Musa，1992年10月14日—）是尼日利亞的一位足球運動員。在場上司職前锋。現效力于土耳其足球超级联赛球隊施華斯堡。他也代表尼日利亞國家足球隊出賽。

## 荣誉

### 球会
莫斯科中央陸軍足球俱樂部
- 俄羅斯足球超級聯賽 (1): 2012-13
- 俄羅斯杯 (1): 2012–13

### 國際比賽
奈及利亞
- 非洲青年國家盃: 2011
- 非洲國家盃:2013
- 西非國家盃: 2013
- 國際足總世界盃:2018

### 个人
- 俄羅斯足球超級聯賽最佳33人 (1): 2012/13
- 尼日利亚足球甲级联赛神射手 (1): 2009/10